# Gare de Douarnenez - Tréboul
La gare de Douarnenez - Tréboul est  une gare ferroviaire française, désaffectée puis détruite, ouverte en 1884 par la compagnie du chemin de fer de Paris à Orléans (PO), dans l'ancienne commune de Tréboul sur le territoire de la commune de Douarnenez, dans le département du Finistère, en région Bretagne.

## Situation ferroviaire
De son ouverture en 1884 à sa fermeture en 1988, la gare de Douarnenez - Tréboul est la gare terminus, de la ligne de Quimper à Douarnenez - Tréboul, elle est située après la halte de Juch.

## Histoire
La compagnie du chemin de fer de Paris à Orléans, qui a construit et exploite la ligne de Savenay à Landerneau, obtient en 1883 une concession pour réaliser un embranchement de Quimper à Douarnenez. Elle construit la gare terminus sur la commune de Tréboul, sa mise en service a lieu le 7 avril 1884.

## Disparition et transfert routier
Il n'y a plus ni voie ferrée ni gare à Tréboul, mais un service de cars est en fonctionnement et la SNCF a ouvert une boutique, gérée depuis mai 2016 par la Communauté des Communes du Pays de Douarnenez, près de l'office de tourisme à Douarnenez. 
La ligne 38 Paris - Quimper - Douarnenez, permet des correspondances en gare de Quimper avec des cars TER Bretagne desservant Douarnenez, l'arrêt est situé à l'office du Tourisme.